# BNP Paribas Masters 2012
BNP Paribas Masters 2012 — тенісний турнір, що проходив на кортах з твердим покриттям у місті Paris, Франція з 29 жовтня. Належав до категорії ATP World Tour Masters 1000.

## Фінальна частина

### Одиночний розряд
Давид Феррер —  Єжи Янович 6–4, 6–3

### Парний розряд
Магеш Бгупаті /  Роган Бопанна —  Айсам-уль-Хак Куреші /  Жан-Жульєн Роєр 7–6(8–6), 6–3